# Папулово (Кировская область)
Папулово — деревня в Лузском районе Кировской области.

## География
Расположена на расстоянии примерно 39 км на восток по прямой от райцентра города Луза.

## История
Известна с 1620 года как деревня Папуловская с 3 дворами. В 1859 году здесь (деревня Папулово, или Соснино) дворов 8 и жителей 46, в 1926 (Папулово) — 27 и 126, в 1950 — 30 и 88; в 1989 проживало 126 постоянных жителей.
В 1989 году в состав села вошла деревня Комельская, согласно Решению Кировского облсовета № 343 от 10 июля 1989 года.
С 2006 по 2021 год являлась административным центром Папуловского сельского поселения до упразднения последнего.

## Население
| 2010 |
| ---- |
| 238  |

Постоянное население составляло 331 человек (русские 98 %) в 2002 году, 238 в 2010.

## Инфраструктура
Личное подсобное хозяйство.

## Транспорт
Просёлочные дороги.